# The Job … den Finger am Abzug
The Job ... den Finger am Abzug (Originaltitel: The Job) ist ein US-amerikanischer Actionfilm aus dem Jahr 2003. Regie führte Kenny Golde, der auch das Drehbuch schrieb.

## Handlung
C.J. March arbeitet als Auftragsmörderin für den Drogenhändler Vernon Cray. Sie tötet einen Mann, der ihrem Chef Drogen im Wert von 500.000 Dollar gestohlen hat, doch der Mann hat die Drogen nicht dabei. Sie werden von dem Freund der schwangeren Emily Robin übernommen, der dabei einen Menschen tötet.
March wird von ihrem Chef bedrängt, den Auftrag zu beenden und die Drogen wiederzubeschaffen. Sie erfährt, dass sie schwanger ist und will aus ihrem Job aussteigen. March findet Robin, tötet sie jedoch nicht, als sie Robins fortgeschrittene Schwangerschaft sieht. Sie begibt sich in eine Abtreibungsklinik, entscheidet jedoch später, das Kind zu behalten. Cray verhöhnt ihre Weichheit und droht, die Sache selbst in die Hand zu nehmen. Währenddessen wird in Rückblenden gezeigt, dass die Mutter von March von ihrem Partner verprügelt wird – bis die kleine March den Mann erschießt. 
March spürt Robins Freund auf und verletzt ihn während der darauffolgenden Verfolgung tödlich. Robin nimmt die Drogen an sich und gebärt das Kind im Wirtschaftsraum eines Restaurants. Sie setzt das Kind aus und flieht mit den Drogen. March holt sie ein, aber sie wird von Robin angeschossen. Sie kehrt blutend in ihre Wohnung zurück, wo sie Cray erschießt.
In der letzten Szene sieht man die hochschwangere March, die alleine auf einer Bank sitzt.

## Kritiken
Film-Dienst schrieb, der Film sei „in der Hauptrolle mit Mut zur Hässlichkeit angelegt“. Die Vorstellung der „vom Selbsthass zerfressenen“ Frau bleibe jedoch „eine abstrakte Idee“. Der Film funktioniere vorwiegend „als solides Genrekonstrukt, das sich um eine neue Perspektive“ bemühe.

## Hintergründe
Die Weltpremiere fand am 16. Mai 2003 auf den Internationalen Filmfestspielen von Cannes statt. Der Film wurde in den meisten Ländern direkt auf Video oder im Fernsehen veröffentlicht.